# Loi du 20 juillet 1932 sur le principe d'égalité entre époux et le principe d'unité de direction des affaires du ménage
 (juillet 2025).
 (décembre 2020).
La loi du 20 juillet 1932 sur le principe d'égalité entre époux et du principe d'unité de direction des affaires du ménage est une loi du droit civil privé belge réservée au régime matrimonial qui donne la capacité aux femmes d'exercer des actes juridiques ainsi que de travailler tout en possédant un patrimoine qui leur est propre. Elle peut ainsi participer à la vie du ménage en exerçant une profession et donc faire rentrer une rémunération au foyer.   

## Contexte
La femme mariée devait obéissance à son mari, c’est le code civil qui marque cette infériorité en la plaçant dans la catégorie des mineurs, ce qui a pour conséquence de lui faire perdre sa capacité juridique, la mettant ainsi pendant longtemps sous l’autorité de son père ou de son mari. Le mari prend le statut de « chef de famille ». En 1830 (indépendance de la Belgique), le code civil reprend quasiment le code civil napoléonien. Elle est au même statut que le mineur, elle n’a pas de capacité.   
À cette époque, la femme mariée ne peut ni gagner de l'argent, ni économiser pour elle. Elle ne peut également ni acheter, ni vendre, ni donner, ni recevoir sans la permission de son mari, car rien ne lui appartient. Cela avait des conséquences très sérieuses, par exemple, pour se faire opérer en tant que femme, il fallait demander l’autorisation de son mari, dans les années 40 encore. Pour ouvrir un compte en banque aussi, ou pour pouvoir exercer sa profession. Mais plusieurs initiatives juridiques vont être prises pour équilibrer les droits dans la sphère privée.
Le Ligue belge du droit des femmes a tenté de nombreuses actions, mais ce n’est qu'en 1900 qu'à la suite de deux lois successives dont le but est de ne pas mettre à l’eau les efforts de la femme laborieuse dont le mari serait paresseux ou trop dissipé. Ainsi dans la première loi : les femmes mariées auront le droit de faire des dépôts à la caisse d’épargne et de les retirer sans l’autorisation du mari, il y avait une limite par contre, elles le pouvaient que jusqu’à un certain montant. Dans la deuxième loi, elles ont le droit de percevoir elle-même leur salaire et l’utiliser pour les besoins du ménage sans qu’elle recours à son mari. 
En 1908, la loi autorise les actions en recherche de paternité qui avaient été interdites par le code civil. Les enfants nés hors mariage étaient auparavant sous responsabilité de la femme. 
En 1921, les femmes se voient une possibilité d’aller voter si elles sont devenues « chef de famille » et elles deviennent désormais éligibles à la commune, peuvent accéder aux fonctions comme échevin, bourgmestre mais cependant les femmes « mariées » quant à elles devaient demander à leur mari d’exercer leur profession, si celui-ci refusait, elles étaient démises de leur fonction immédiatement. 
En 1930, il y a une crise politique, d’un côté, on a la droite qui distingue la femme de la femme mariée qui doit être placée fermement dans la dépendance économique du mari. Les résistants veulent mettre une politique de renvoi des femmes mariées dans leur foyer.

## Loi du 20 juillet 1932
En 1932, la femme peut désormais reconnaitre la liberté de disposer, d’administrer et de jouir des biens réservés et cela indépendamment du régime matrimonial. Loi du 20 juillet 1932 est une loi modifiant les dispositions du code civil concernant les droits et devoirs respectifs des époux. 
L'un des buts de la loi du 20 juillet 1932 étant d'assouplir la puissance maritale pour les femmes qui travaillent. Cette norme maintient donc la puissance maritale mais la tempère tout au moins en autorisant les recours en justice ainsi qu'en instaurant les biens réservés.
Le législateur belge a permis à la femme exerçant une profession, une industrie ou un commerce de se constituer, quel que soit son régime matrimonial, un patrimoine distinct sur lequel elle a de très larges pouvoirs, d’administration et de disposition. Ce patrimoine est formé essentiellement des produits de son travail et acquêts réalisés au moyen de ces produits.
Le femme n’a de biens réservés que si elle a été autorisée par son mari ou par la justice à exercer sa profession, son industrie ou son commerce. Les biens réservés ne perdent pas leur caractère de biens communs ou de biens propres ; généralement, dans les régimes communautaires, ils seront biens communs et seront partagés avec le reste des biens communs à la dissolution, si la femme accepte la communauté ; mais le législateur admet la femme et ses descendants à les conserver, à charge de payer les dettes qui les grèvent en cas de renonciation de la communauté. 
Les dispositions de la loi du 20 juillet ont fait l’objet de critiques dont certaines sont justifiées, mais l'échec complet de l’institution nous parait être du surtout au fait que la séparation des patrimoines qu’elle implique est contraire à l'état des mœurs. 
En ce qui concerne le mariage, la loi du 20 juillet 1932 a marqué un grand pas mais avec prudence. L’autorité maritale subsiste, le mari doit toujours protéger sa femme et sa femme est toujours sous puissance maritale. C’est le mari qui fixe le domicile conjugal et la femme doit le suivre. En revanche, la jurisprudence déroge à ce principe si cela affecte sa dignité, sa santé ou sa moralité. 
La loi du 20 juillet 1932 permet aussi de pouvoir percevoir les créances, produits et revenus du travail de l’autre époux par autorisation du juge de paix, à concurrence du montant fixé par le juge et à condition de participer aux charges du ménage. Cette loi donne un vrai avantage à la femme, en effet, elle peut percevoir les capitaux de son mari si celui-ci est absent, ou qu’il est soit interdit soit dans l’impossibilité de manifester sa volonté. 
Aussi, si l’un des époux manque gravement à ces devoirs, il peut y avoir une prise de mesures urgente si l’autre époux ou les enfants l’exige. 
La capacité de justice de la femme n’est pas totale mais a été élargie. Elle peut aller en justice sans autorisation quand elle est poursuivie en matière pénale, dans les contestations qu'elle a avec son mari dans les conflits relatifs aux biens dont elle a l'administration, en ce qui concerne cette administration et enfin concernant les droits qui lui sont reconnus pour l'exercice d'une profession, d'une industrie ou d'un commerce. Sauf dans les cas cités supra où les circonstances lui rendent sa pleine capacité, la femme mariée ne peut exercer une profession, une industrie ou un commerce sans l'autorisation expresse de son mari donnée par déclaration au greffe du tribunal de première instance ou l'autorisation de justice en cas de refus du mari. Le code civil de 1804 n’a été modifié que par cette loi de 1932.

## Après cette loi

### Après laSeconde Guerre mondiale
La femme mariée se voit enfin reconnaitre les droits tels que recevoir son propre salaire, de percevoir toutes rétributions, percevoir sa propre pension.   
Pendant la guerre, les femmes ont eu un tel rôle considérable, économiquement et civiquement, que les dirigeants politiques après la guerre ont été obligés de prendre en considération les revendications des femmes.

Grâce à une proposition de loi qui est déposée par le sénat le 17 décembre 1947 et est intitulée : 
« Proposition de loi modifiant le Titre V du Livre III du Code civil sur les contrats de mariage et instituant comme régime matrimonial légal sur le régime des biens matrimoniaux ».
Le projet porte sur la reconnaissance de la pleine capacité juridique de la femme mariée. Avec ce projet, on vise à rendre indépendants mais en même temps solidaires les époux en attribuant à chacun d’eux la libre gestion des biens acquis, en organisant pendant leur vie commune leur contribution respective aux charges du ménage et en constituant à la dissolution du mariage un fonds commun comprenant le reliquat des paquets et partagé entre époux considérés, en cette mesure, comme associés.   
Dans ce projet, on distingue deux types de biens : les biens personnels et les biens matrimoniaux. Les biens matrimoniaux comprennent les biens acquis à titre onéreux durant le mariage et certains biens meubles existant déjà lors de la conclusion du mariage (cf. Les articles 11 et 13 du projet). Pour leur disposition qu'il soit à titre gratuit ou à titre onéreux, il faut le concours du conjoint. Pour les biens personnels, chacun a le droit d'en disposer à être onéreux ou gratuit sans le concours du conjoint. Malheureusement, cela ne reste qu'une proposition de loi et le projet n’aboutit pas. Mais les travaux préparatoires futurs reprendront ces idées.

### 1948
Il existait déjà des textes qui régissaient le statut matrimonial de la femme mariée :
- « le mandat domestique de la femme mariée », qui découle de la jurisprudence ;
- La loi du 20 juillet 1932 : cette loi instaure le droit de gestion exclusif à la femme, d’une disposition et administration sur les revenus de ses activités professionnelles, d’une gestion exclusif aussi sur les biens acquis avec ces revenus et sur les biens affectés à cette activité. Cette loi dispose aussi que chaque époux contribue aux charges du ménage selon ses facultés et son état sans restriction[11].

La séparation des biens permet à chacun des époux de garder la libre administration, la jouissance et la disposition de ses biens. On remarque que ce régime facilite les divorces, ainsi après 1948, la Belgique connait une augmentation de ses divorces qui passe de 3423 en 1939 à 6825 en 1947, soit le double. C’est un régime qui a été proposé par la tendance libéral. 
On peut émettre une critique sur ce régime c'est que les femmes qui n'ont pas d'activité professionnelle sont laissées à la puissance maritale[style à revoir], une discrimination est faite pour ces femmes alors que son travail ménagers n’est pas pris en compte:
« ce régime, plus que tout autre, est injuste à l'égard de l’épouse sans fortune, sans profession, vouée aux tâches ménagères et familiales. Les acquêts du mari, ne devenant communs à aucun moment, la femme, sans biens personnels, sera totalement démunie à la dissolution du mariage »
Les chrétiens, eux, ont une vision précise de la famille sont contre ce régime de séparation des biens considérant que l’égalité de capacité de la femme par rapport à son mari passe par le patrimoine familiale et non le salaire[style à revoir]. 

### 1958
Ce n'est qu'en 1958 qu'on[Qui ?] supprime la notion de puissance maritale mais la femme mariée reste assimilée sur le plan du droit à une mineure. La Belgique rejette en effet cette notion pour instaurer le contraire, c'est-à-dire l'égalité des époux.   
C'est au cours de cette année que des textes modifient les droits et devoirs des époux mais on ne touche pas encore au régimes matrimoniaux. En revanche, la femme séparée des biens jouit de droits grâce à la reconnaissance de la pleine capacité. 
Aussi précisé que par cette loi, non seulement l'homme peut s'opposer à la profession de sa femme mais elle aussi peut désormais s’opposer à la profession de son homme. Ainsi que la notion de chef de famille disparait car désormais la femme peut aligner la propriété de ces propres biens[style à revoir].
Mais en 1958, cela reste une égalité encore très théorique, la scénariste Gorgette Ciselet mène tant bien que mal son combat devant des parlementaires contre les réflexions machistes qui craignent qu'en supprimant le chef de famille, viendra l'anarchie et la dislocation de la famille mais il y a quand même eu la consécration du principe d'égalité entre époux.

### 1972
En 1972, la femme mariée sort du rang des mineurs et donc de cette incapacité, elle est capable[style à revoir]. Désormais, le mariage ne change pas la capacité civile des conjoints mais la parité reste encore utopique parce qu'on retrouve plus de violence conjugale envers la femme et ce sont elles qui se retrouvent au foyer.

### 1974
Il faut attendre 1974 pour que les femmes mariées partagent l'autorité sur leurs enfants. Cette année-là aussi, la loi ne traite plus l'adultère différemment selon que ce soit l'homme ou la femme qui le commet. Avant, l'homme pouvait demander le divorce si sa femme le trompait mais la femme elle ne peut le demander que si elle a été trompée au sein du domicile conjugale.   
On[Qui ?] laisse donc une liberté sexuelle à l'homme car ce n’est pas lui qui porte l’enfant, alors que la femme risque de porter l’enfant d’un autre. La logique du code civil étant que la femme appartient à son mari puisque la femme va porter ses fruits. 

### 1976
La loi proclame l’égalité totale des époux. La femme ne doit plus obéissance à son mari ; ils fixent de commun accord la résidence conjugale (légalement, c’était auparavant le mari qui en décidait seul, la femme étant tenue de le suivre). La femme mariée peut ouvrir un compte en banque sans l’autorisation de son mari. 
Il faut attendre 1976 et la réforme des régimes matrimoniaux pour qu’on abolisse effectivement la notion de puissance maritale. 

### 1984
Le mariage n’entraine plus de conséquence immédiate sur la nationalité des époux ; l’acquisition de la nationalité belge sera facilitée à celles et ceux qui épousent un ou une Belge. Auparavant, la femme acquérait automatiquement par le mariage la nationalité de son mari, mais pas l’inverse. La loi protège les droits successoraux du conjoint survivant (très majoritairement des femmes) et en particulier son droit de rester dans le domicile conjugal. 

### 2002
Il y a l’instauration d’un congé de paternité de 10 jours ouvrables. Suivie de la mise sur pied du Service des créances alimentaires (2004), ainsi que de l’incitation faite aux juges de proposer l'hébergement égalitaire des enfants en cas de séparation des parents (2006), il s’agit d’une importante avancée dans la reconnaissance symbolique des responsabilités sociales des pères dans l’éducation de leurs enfants. 

### 2014
Les parents pourront désormais choisir le nom de famille de leurs enfants : nom de la mère, nom du père, ou des deux dans l’ordre souhaité. Malgré les apparences, cette loi n'est pas une avancée. Elle est au contraire la première depuis des décennies à introduire dans le droit une discrimination directe. Car en cas de désaccord entre les parents, c'est le nom du père qui prime. Ce qui augmente d’une large coudée le pouvoir masculin : désormais ce n’est plus l'État qui décide du nom d’un enfant, c’est son père. 

## Effets
Cette loi a permis de faire un certain progrès sur le plan du régime matrimonial. Cependant, certaines règles mises en place par le Code Napoléon restent d'application malgré la mise en place de cette nouvelle réforme. En ce qui concerne les effets sur le mari, il doit toujours protection à sa femme, il fixe le domicile conjugal. Quant à la femme, elle est dans l' obligation d'obéir à son époux et doit le suivre dans le domicile que celui-ci aura choisi. 
À la suite de la mise en place de cette norme, donne la possibilité pour chacun des époux d'obtenir[style à revoir], par autorisation du juge de paix, la faculté de percevoir les revenus, créances et produits du travail de l'autre époux, à concurrence du montant fixé par le juge et ce en vue d'obtenir sa contribution aux charges du ménage. De plus, l'article 214 j permet au juge du tribunal de première instance de prendre toute mesure urgente et provisoire qu'exige l'intérêt de l'un des époux ou des enfants en cas de manquements graves de l'autre époux à ses devoirs. Ce qui a permis de prévoir un recours contre la carence ou la mauvaise volonté du mari dans l'exécution de ses fonctions d'administrations légales. 
Cette norme apporte néanmoins quelques changements en plus qui sont favorables pour la femme et lui donnent une arme. L'article 214 b et i de cette loi permet au juge de paix d'autoriser la perception de capitaux quand le mari est absent, interdit ou dans l'interdiction de manifester sa volonté. 
Il faut tout de même préciser que cette loi n'apporte pas énormément de changements en ce qui concerne une grande majorité des femmes.

### Régimes matrimoniaux
L'institution des biens réservés de la femme mariée est une des institutions qui a été introduite dans le titre du Code civil réservé aux régimes matrimoniaux par la loi du 20 juillet 1932 dans ses articles 224 et suivant.
Le législateur belge a donc décidé via cette loi de donner la possibilité pour la femme exerçant une profession quelle qu'elle soit de se constituer un patrimoine distinct sur lequel elle a des pouvoirs d'administrations et de dispositions. Son patrimoine étant formé des produits de son travail et des acquêts réalisés au moyen de ces produits. Cependant, il faut préciser que la femme mariée ne peut posséder des biens réservés que si la justice ou son mari le lui permet. La nature des biens réservés reste tout de même présente, c'est-à-dire que le caractère de biens communs est toujours d'actualité. Normalement, dans les régimes matrimoniaux, ces biens seront biens communs et seront partagés avec les biens communs si la femme accepte la communauté. À la suite de cette loi, le législateur accepte que la femme et ses descendants les conservent mais pour cela, il faut payer les dettes qui les adjoignent en cas de renonciation à la communauté. En complément à cela, les biens peuvent être considérés comme des dettes. À la suite de la mise en place des biens réservés, la loi identifie implicitement un droit de vote à la femme pour les actes qui font partie de ses biens. 

## Conclusion
Selon Henri De Page dans son Traité de Droit civil, la loi du 20 juillet 1932 sur le principe d'égalité entre époux et sur le principe d'unité de direction des affaires du ménage est une loi qui permet d'atteindre un équilibre entre la liberté et l'autorité qui est tout de même tourmenté par un besoin d'ordre et d'efficacité. 
Cette loi a donc permis à la femme de participer à la vie active de la famille et de participer à certaines fonctions administratives. De plus, elle donne la possibilité déposer des actes juridiques en cas de mauvaise foi du mari. Pour finir, cette norme amène une certaine égalité entre les époux sur le plan financier et oblige les époux à participer de manière égale dans les affaires du ménage.